# Aigaliers
Aigaliers est une commune française située dans le centre du département du Gard, en région Occitanie.
Exposée à un climat méditerranéen, elle est drainée par le Bourdic et par divers autres petits cours d'eau. La commune possède un patrimoine naturel remarquable composé d'une zone naturelle d'intérêt écologique, faunistique et floristique.
Aigaliers est une commune rurale qui compte 534 habitants en 2022, après avoir connu une forte hausse de la population depuis 1968. Elle fait partie de l'aire d'attraction d'Uzès. Ses habitants sont appelés les Aigaliérois ou Aigaliéroises.

## Géographie
Outre le chef-lieu d'agglomération (mairie, école, bibliothèque, salle communale A. Meynier), les hameaux présents sur le vaste territoire communal (2 800 ha) sont la Bruyerette, Foussargues, Gattigues (chapelle, ancien prieuré casadéen), Marignac, Bourdiguet (chapelle mortuaire), le Chabian, les Brunets, Brueys (petit château), Mas Pontier et Camp des Baumes.
|                          | Seynes    | Belvézet            |
| Saint-Just-et-Vacquières | Aigaliers |                     |
| Baron                    | Foissac   | Serviers-et-Labaume |

### Climat
Pour des articles plus généraux, voir Climat de l'Occitanie et Climat du Gard.
En 2010, le climat de la commune est de type climat méditerranéen franc, selon une étude s'appuyant sur une série de données couvrant la période 1971-2000. En 2020, Météo-France publie une typologie des climats de la France métropolitaine dans laquelle la commune est exposée à un climat méditerranéen et est dans la région climatique Provence, Languedoc-Roussillon, caractérisée par une pluviométrie faible en été, un très bon ensoleillement (2 600 h/an), un été chaud (21,5 °C), un air très sec en été, sec en toutes saisons, des vents forts (fréquence de 40 à 50 % de vents > 5 m/s) et peu de brouillards.
Pour la période 1971-2000, la température annuelle moyenne est de 13,4 °C, avec une amplitude thermique annuelle de 17,3 °C. Le cumul annuel moyen de précipitations est de 946 mm, avec 7,1 jours de précipitations en janvier et 3,7 jours en juillet. Pour la période 1991-2020, la température moyenne annuelle observée sur la station météorologique la plus proche, située sur la commune de Brouzet-lès-Alès à 10 km à vol d'oiseau, est de 13,5 °C et le cumul annuel moyen de précipitations est de 923,9 mm,. Pour l'avenir, les paramètres climatiques de la commune estimés pour 2050 selon différents scénarios d'émission de gaz à effet de serre sont consultables sur un site dédié publié par Météo-France en novembre 2022.

### Milieux naturels et biodiversité

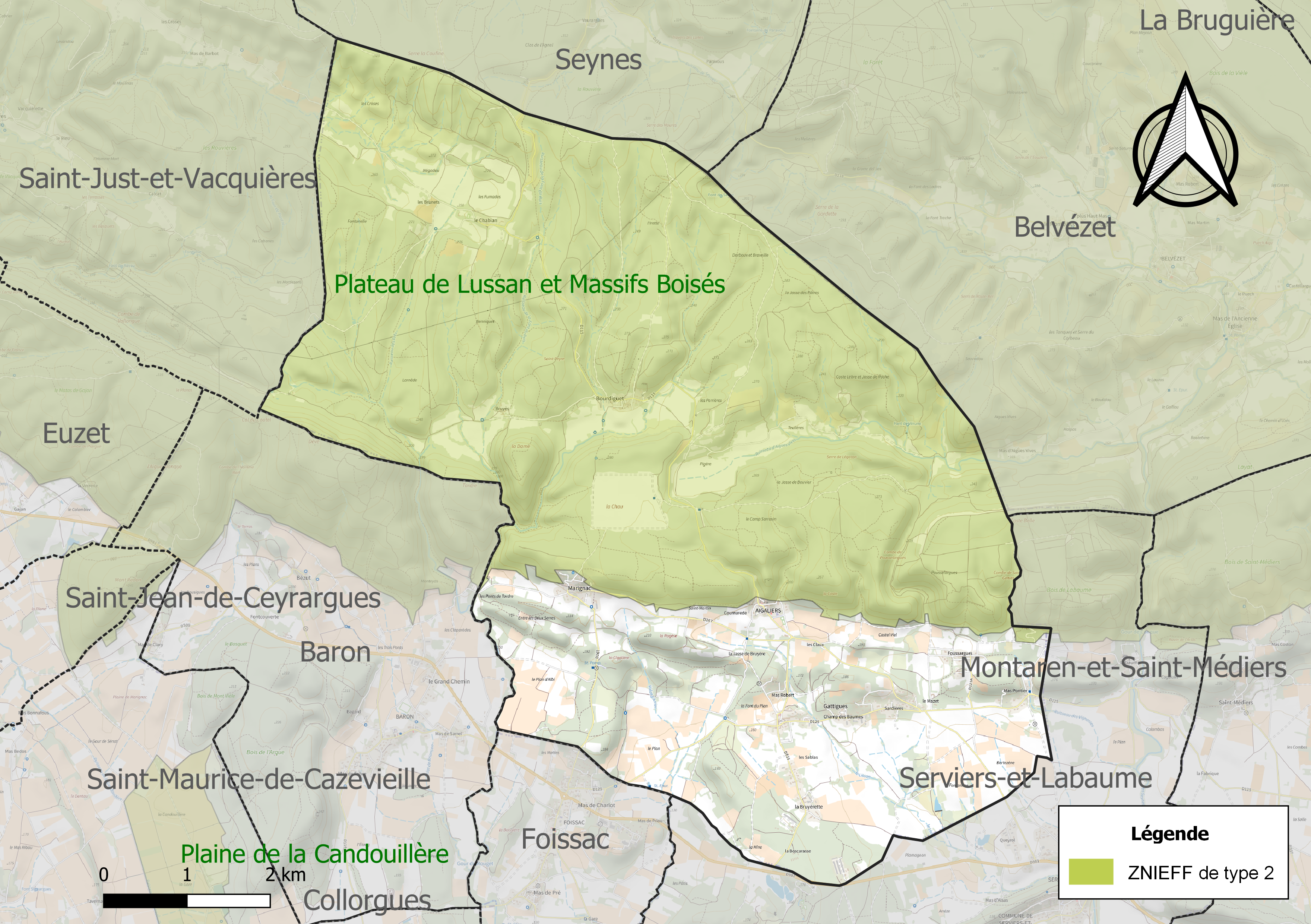
Carte de la ZNIEFF de type 2 localisée sur la commune.

L’inventaire des zones naturelles d'intérêt écologique, faunistique et floristique (ZNIEFF) a pour objectif de réaliser une couverture des zones les plus intéressantes sur le plan écologique, essentiellement dans la perspective d’améliorer la connaissance du patrimoine naturel national et de fournir aux différents décideurs un outil d’aide à la prise en compte de l’environnement dans l’aménagement du territoire.
Une ZNIEFF de type 2 est recensée sur la commune :
le « plateau de Lussan et Massifs Boisés » (37 159 ha), couvrant 40 communes du département.

## Urbanisme

### Typologie
Au 1er janvier 2024, Aigaliers est catégorisée commune rurale à habitat dispersé, selon la nouvelle grille communale de densité à sept niveaux définie par l'Insee en 2022.
Elle est située hors unité urbaine. Par ailleurs la commune fait partie de l'aire d'attraction d'Uzès, dont elle est une commune de la couronne,. Cette aire, qui regroupe 18 communes, est catégorisée dans les aires de moins de 50 000 habitants,.

### Occupation des sols
L'occupation des sols de la commune, telle qu'elle ressort de la base de données européenne d’occupation biophysique des sols Corine Land Cover (CLC), est marquée par l'importance des forêts et milieux semi-naturels (68,6 % en 2018), en diminution par rapport à 1990 (71,3 %). La répartition détaillée en 2018 est la suivante :
forêts (57,5 %), cultures permanentes (17,1 %), milieux à végétation arbustive et/ou herbacée (11,1 %), zones agricoles hétérogènes (10,2 %), prairies (2,9 %), zones industrielles ou commerciales et réseaux de communication (1,2 %). L'évolution de l’occupation des sols de la commune et de ses infrastructures peut être observée sur les différentes représentations cartographiques du territoire : la carte de Cassini (XVIIIe siècle), la carte d'état-major (1820-1866) et les cartes ou photos aériennes de l'IGN pour la période actuelle (1950 à aujourd'hui).

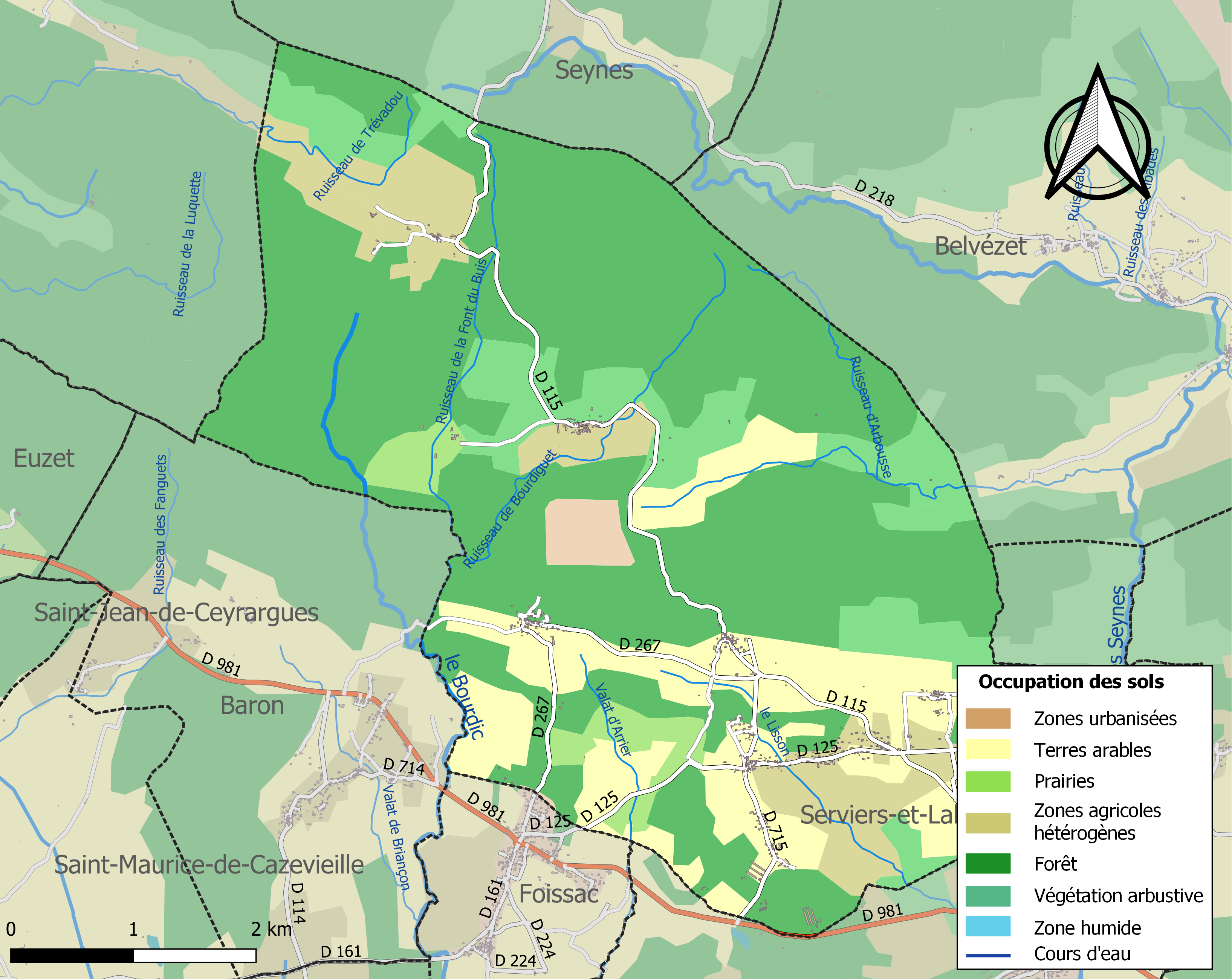
Carte des infrastructures et de l'occupation des sols de la commune en 2018 (CLC).

### Risques majeurs
Le territoire de la commune d'Aigaliers est vulnérable à différents aléas naturels : météorologiques (tempête, orage, neige, grand froid, canicule ou sécheresse), inondations, feux de forêts, mouvements de terrains et séisme (sismicité modérée). Il est également exposé à un risque particulier : le risque de radon. Un site publié par le BRGM permet d'évaluer simplement et rapidement les risques d'un bien localisé soit par son adresse soit par le numéro de sa parcelle.

#### Risques naturels
Certaines parties du territoire communal sont susceptibles d’être affectées par le risque d’inondation par débordement de cours d'eau, notamment le Bourdic. La commune a été reconnue en état de catastrophe naturelle au titre des dommages causés par les inondations et coulées de boue survenues en 1982, 1988, 1997, 2002 et 2014,.

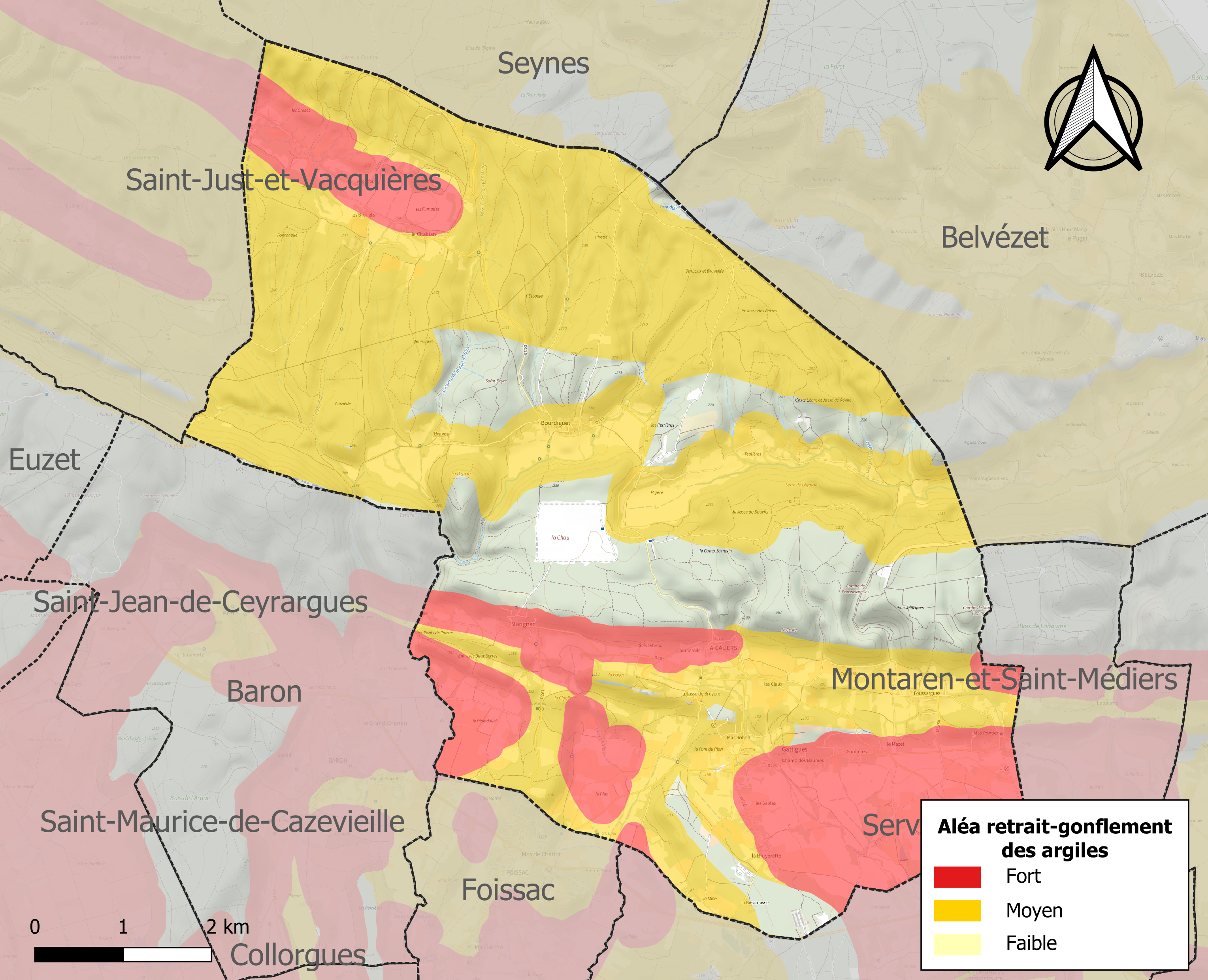
Carte des zones d'aléa retrait-gonflement des sols argileux d'Aigaliers.

La commune est vulnérable au risque de mouvements de terrains constitué principalement du retrait-gonflement des sols argileux. Cet aléa est susceptible d'engendrer des dommages importants aux bâtiments en cas d’alternance de périodes de sécheresse et de pluie. 79,1 % de la superficie communale est en aléa moyen ou fort (67,5 % au niveau départemental et 48,5 % au niveau national). Sur les 298 bâtiments dénombrés sur la commune en 2019, 286 sont en aléa moyen ou fort, soit 96 %, à comparer aux 90 % au niveau départemental et 54 % au niveau national. Une cartographie de l'exposition du territoire national au retrait gonflement des sols argileux est disponible sur le site du BRGM,.
Par ailleurs, afin de mieux appréhender le risque d’affaissement de terrain, l'inventaire national des cavités souterraines permet de localiser celles situées sur la commune.

#### Risque particulier
Dans plusieurs parties du territoire national, le radon, accumulé dans certains logements ou autres locaux, peut constituer une source significative d’exposition de la population aux rayonnements ionisants. Certaines communes du département sont concernées par le risque radon à un niveau plus ou moins élevé. Selon la classification de 2018, la commune d'Aigaliers est classée en zone 2, à savoir zone à potentiel radon faible mais sur lesquelles des facteurs géologiques particuliers peuvent faciliter le transfert du radon vers les bâtiments.

## Toponymie
Le nom de la localité est attesté sous la forme latine Aguilerium en 1108, sous la forme Aquilerium en 1384.
Ce toponyme latin peut être lié à aigalier, en occitan aigaliè, terme qui en ancien provençal signifie « conduit d'eau », « rigole d'écoulement, goutièrre ».

## Histoire
Le fondement de la commune n'apparaît qu'au Moyen Âge. Toutefois, une occupation gallo-romaine est à noter par la présence d'établissement artisanaux de production de poterie, en particulier en contrebas de l'actuel Camp des Baumes.
Probablement au IXe siècle, un premier château en bois (plus surement une simple palissade de bois) est construit au lieu-dit Castel Vieil, en appui défensif de la petite zone agricole établie au sud, avant même la création de la seigneurie d'Uzès. Malheureusement, il ne reste aucun vestige.

Plus tard, au XIe siècle très vraisemblablement, la seigneurie d'Uzès commence à prendre corps, finance et pouvoir sous l'influence et l'habileté d'Elzéar d'Uzès. Au fur et à mesure que son influence grandit, au cours des décennies suivantes, elle s'impose comme la seigneurie locale et se voit, peu à peu, rallier de petits marquisats locaux pour leur propre protection et surtout la protection de la nouvelle seigneurie moyennant des revenus intéressants !). Cela a pu se faire à Aigaliers. Ce nouveau fief a sans doute été tenu par une personne de confiance du seigneur Elzéar, ou son fil Ducan, qui a le pouvoir d’anoblir et d'armer des chevaliers. Il y en a probablement eu un à Aigaliers, qui devient un fief vassal de celui d'Uzès.
C'est ainsi qu'aux XIe et XIIe siècles, une vague constructive de maisons fortes se fait sentir en Uzège. En effet, Elzéart souscrivant en 1088 à la charte de Raymond IV de Saint-Gilles, en faveur de l'abbaye Saint-André, près d'Avignon, assure une forme d’allégeance, au moins partielle, à celui qui est Comte de Saint-Gilles (depuis 1060) et futur Comte de Toulouse (en 1094) sous le nom de Raymond IV de Toulouse. Le fils d'Elzéar, Ducan 1er, confirme cette allégeance en suivant Raymond IV lors de la première croisade en Terre Sainte (1096-1099). On ignore si Ducan amène avec lui le chevalier d'Aigaliers. Mais en tout cas, les liens entre Toulouse et Uzès sont désormais certains, assez en tout cas pour qu'Uzès se fortifie et se dote de maisons fortes en pierre et autres castels dans ses environs : c'est probablement à cette époque qu'est bâti le château d'Aigaliers (castel de Aquilerio pour certains), comme celui de Baron, éléments défensifs de la seigneurie d'Uzès et des populations locales qui subissent pour cela de lourdes charges au chevalier. Il est donc très vraisemblable que le château d'Aigaliers ait été commandé par un chevalier dépositaire de l'autorité du seigneur d'Uzès (mais jusqu'à quel point ? Collecte de l'impôt ? Justice ?), plus qu'un seigneur.

Il est probable que le chevalier d'Aigaliers ait eu à financer et partir à une croisade en Terre Sainte, peut-être même en accompagnant son seigneur, Raymond-Decan, témoin du testament que Raymon IV de Toulouse a fait au mont Pèlerin en Syrie, le 31 janvier 1105, sous le nom de Decan de Posquières. Mais il en serait revenu défait, ruiné. Mais nul ne sait s'il était chevalier, c'est-à-dire noble mais sans terre, ou seigneur, noble avec des terres en son nom propre.

Au XIIIe siècle, lors de la période des Albigeois (1208-1229), et malgré la défaite du camp de Raymond, l'influence du seigneur d'Uzès sur son territoire, Bermond II qui vient de prendre les rênes de la seigneurie en 1209, ne fut que très partiellement remise en cause. Il est vrai que la seigneurie est déjà très fragmentée au gré des diverses successions depuis 1125. La croisade se traduisit par le rattachement du Languedoc à la couronne de France, mais sans réelle remise en cause locale de l'organisation territoriale. Effectivement, Bermond II d'Uzès, alors 5e seigneur d'Uzès, prête serment à l'évêque Raymond III, évêque d'Uzès pour certaines de ses propriétés, ce qui « dilue » ses liens avec le Comté de Toulouse. Le seigneur d'Aigaliers, vassal de celui d'Uzès, n'est donc pas vraiment inquiété non plus.
Toujours est-il que même déchu de ses biens, il reste noble : au pire, il dut se séparer de son bien, de sa seigneurie, celle-ci ayant alors pu être démantelée et revenant à divers propriétaires (ce qui explique la complexité des lieux et la coseigneurie). Mais cet évènement marqua aussi le nord de l'Uzège, car le cas d'Aigaliers ne fut pas le seul. Le grand problème est que ces chevaliers sont nobles et qu'en dehors du travail de la terre, ils ne peuvent travailler sans déroger, c'est-à-dire sans perdre leur noblesse.
Si l'on peut raisonnablement penser que nombre de ces nobles aigaliérois désargentés (la descendance noble) aient embrassé une carrière militaire où de robe (les nobles en France occupaient des postes militaires pour environ 25 % d'entre eux ou ecclésiastique pour 5 %) à l'image de ce qui se faisait en France, d'autres ont survécu comme gentilshommes campagnards.
Afin de garder sa lignée noble et sa particule, il fallait un privilège, c'est-à-dire une autorisation du roi donnée par lettre patente. Dans le cas d'Aigaliers, certains semblent bénéficier d'un privilège octroyé par le roi de France Charles VII et reçurent le titre de Maîtres verriers, dont lap lusanvcienne. On trouve ainsi traces du nom d'Aigliers dans le massif de Lussan, au gré des déplacements des établissements verriers très liés à la ressource bois.

Pour établir une verrerie, un des plus anciens documents établissant des privilèges octroyés aux verriers est daté du 24 janvier 1399. Il y est écrit que : « droicts et privilèges sont donnés à tous gens travaillant aux fours à verre. Permission est donnée aux nobles de naissance d'exercer le mestier de verrier sans déroger à leur « noble estat ».
Chose étonnante, c'est la datation de la chapelle Saint-Pierre-de-Brueys dont l’architecture relève de techniques plus récentes (XVIIe siècle, à l'apogée de la famille de Brueys de Saint-Chaptes).

La chapelle de Gattigues, quant à elle, semble être des plus anciennes constructions médiévales de l'Uzège à en croire les fouilles effectuées le long de la route départementale et qui ont mis au jour les fondations d'un édifice octogonal, comme le Sacré-Cœur de Jérusalem. Certains attribuent ces fondations au VIIe ou VIIIe siècle. Mais celle-ci fut remaniée à plusieurs reprises, et notamment au XIIe siècle par les moines casadéens, alors que l'abbaye de la Chaise-Dieu était en plein essor, dans le cadre de la sécurisation de la route pouvant conduire ces moines auvergnats à la foire de Beaucaire, fort célèbre (une des deux plus importantes du Sud de la France actuelle avec celle de Pézenas), où ils cherchaient à vendre et surtout à acquérir des étoffes luxueuses pour l'abbaye mère et son rayonnement. Mais le tremblement de terre du XIVe siècle, perçu à Uzès, a ici causé aussi des dégâts. Elle fut ensuite remaniée, ce qui explique la présence de ce porche atypique un peu plus tardif que le reste de l'édifice.

### Publications sur le village
M. Argenson fut le premier à s'intéresser à l'histoire du village d'Aigaliers. Il a amassé de nombreux documents, résumé le contenu de plusieurs ouvrages et pris de nombreuses notes. Il a pu proposer, ainsi, une première notice de cette histoire villageoise, dont plusieurs habitants disposent, à ce jour.
Ces archives ont été transmises au début des années 2000, et ont permis, bien que largement complétées, la publication de l'Histoire des Écoles d'Aigaliers, ouvrage publié à compte d'auteur (Christophe Dumas), dont un exemplaire se trouve à la bibliothèque communale, un autre à la Médiathèque d'Uzès et plusieurs exemplaires aux Archives départementales du Gard.

## Politique et administration
| Période                                  | Période      | Identité      | Étiquette | Qualité                                                                          |
| ---------------------------------------- | ------------ | ------------- | --------- | -------------------------------------------------------------------------------- |
| Les données manquantes sont à compléter. |              |               |           |                                                                                  |
| 15 mars 1959                             | 18 juin 1995 | André Meynier | SE        | Agriculteur                                                                      |
| 18 juin 1995                             | 18 mars 2001 | Michel France | SE        |                                                                                  |
| 18 mars 2001                             | En cours     | Daniel Boyer  | DVG       | Retraité, 1er vice-président de la communauté de communes de l'Uzège (2008-2012) |

## Population et société

### Démographie

#### Évolution démographique
L'évolution du nombre d'habitants est connue à travers les recensements de la population effectués dans la commune depuis 1793. Pour les communes de moins de 10 000 habitants, une enquête de recensement portant sur toute la population est réalisée tous les cinq ans, les populations de référence des années intermédiaires étant quant à elles estimées par interpolation ou extrapolation. Pour la commune, le premier recensement exhaustif entrant dans le cadre du nouveau dispositif a été réalisé en 2008.

En 2022, la commune comptait 534 habitants, en évolution de +6,59 % par rapport à 2016 (Gard : +2,97 %, France hors Mayotte : +2,11 %).
| 1793 | 1800 | 1806 | 1821 | 1831 | 1836 | 1841 | 1846 | 1851 |
| ---- | ---- | ---- | ---- | ---- | ---- | ---- | ---- | ---- |
| 302  | 403  | 473  | 475  | 515  | 513  | 528  | 526  | 558  |

| 1856 | 1861 | 1866 | 1872 | 1876 | 1881 | 1886 | 1891 | 1896 |
| ---- | ---- | ---- | ---- | ---- | ---- | ---- | ---- | ---- |
| 553  | 561  | 526  | 470  | 441  | 446  | 456  | 424  | 401  |

| 1901 | 1906 | 1911 | 1921 | 1926 | 1931 | 1936 | 1946 | 1954 |
| ---- | ---- | ---- | ---- | ---- | ---- | ---- | ---- | ---- |
| 357  | 348  | 346  | 346  | 304  | 291  | 301  | 286  | 254  |

| 1962 | 1968 | 1975 | 1982 | 1990 | 1999 | 2006 | 2008 | 2013 |
| ---- | ---- | ---- | ---- | ---- | ---- | ---- | ---- | ---- |
| 252  | 224  | 241  | 257  | 306  | 386  | 456  | 477  | 475  |

| 2018 | 2022 | - | - | - | - | - | - | - |
| ---- | ---- | - | - | - | - | - | - | - |
| 512  | 534  | - | - | - | - | - | - | - |

#### Pyramide des âges
La population de la commune est relativement âgée.
En 2018, le taux de personnes d'un âge inférieur à 30 ans s'élève à 28,5 %, soit en dessous de la moyenne départementale (32,6 %). À l'inverse, le taux de personnes d'âge supérieur à 60 ans est de 32,8 % la même année, alors qu'il est de 29,6 % au niveau départemental.
En 2018, la commune comptait 255 hommes pour 257 femmes, soit un taux de 50,2 % de femmes, légèrement inférieur au taux départemental (51,82 %).
Les pyramides des âges de la commune et du département s'établissent comme suit.
| Hommes | Classe d’âge | Femmes |
| ------ | ------------ | ------ |
| 0,4    | 90 ou +      | 1,9    |
| 6,7    | 75-89 ans    | 9,3    |
| 26,7   | 60-74 ans    | 20,6   |
| 23,9   | 45-59 ans    | 26,1   |
| 13,7   | 30-44 ans    | 13,6   |
| 12,9   | 15-29 ans    | 13,6   |
| 15,7   | 0-14 ans     | 14,8   |

| Hommes | Classe d’âge | Femmes |
| ------ | ------------ | ------ |
| 0,9    | 90 ou +      | 2      |
| 8,3    | 75-89 ans    | 10,6   |
| 19,4   | 60-74 ans    | 19,9   |
| 20,4   | 45-59 ans    | 20,3   |
| 16,8   | 30-44 ans    | 17     |
| 16,4   | 15-29 ans    | 14,2   |
| 17,8   | 0-14 ans     | 15,8   |

## Économie

### Revenus
En 2018 (données Insee publiées en septembre 2021), la commune compte 203 ménages fiscaux, regroupant 476 personnes. La médiane du revenu disponible par unité de consommation est de 21 520 € (20 020 € dans le département).

### Emploi
|                | 2008   | 2013  | 2018  |
| -------------- | ------ | ----- | ----- |
| Commune        | 6,6 %  | 6,8 % | 7,8 % |
| Département    | 10,6 % | 12 %  | 12 %  |
| France entière | 8,3 %  | 10 %  | 10 %  |

En 2018, la population âgée de 15 à 64 ans s'élève à 306 personnes, parmi lesquelles on compte 73,5 % d'actifs (65,7 % ayant un emploi et 7,8 % de chômeurs) et 26,5 % d'inactifs,. Depuis 2008, le taux de chômage communal (au sens du recensement) des 15-64 ans est inférieur à celui de la France et du département.
La commune fait partie de la couronne de l'aire d'attraction d'Uzès, du fait qu'au moins 15 % des actifs travaillent dans le pôle,. Elle compte 64 emplois en 2018, contre 71 en 2013 et 72 en 2008. Le nombre d'actifs ayant un emploi résidant dans la commune est de 217, soit un indicateur de concentration d'emploi de 29,5 % et un taux d'activité parmi les 15 ans ou plus de 55,8 %.
Sur ces 217 actifs de 15 ans ou plus ayant un emploi, 51 travaillent dans la commune, soit 24 % des habitants. Pour se rendre au travail, 88 % des habitants utilisent un véhicule personnel ou de fonction à quatre roues, 3,2 % les transports en commun, 3,2 % s'y rendent en deux-roues, à vélo ou à pied et 5,5 % n'ont pas besoin de transport (travail au domicile).

### Activités hors agriculture

#### Secteurs d'activités
57 établissements sont implantés à Aigaliers au 31 décembre 2019. Le tableau ci-dessous en détaille le nombre par secteur d'activité et compare les ratios avec ceux du département,.
| Secteur d'activité                                                                                        | Commune | Commune | Département |
| Secteur d'activité                                                                                        | Nombre  | %       | %           |
| --- | ------- | ------- | ----------- |
| Ensemble                                                                                                  | 57      |         |             |
| Industrie manufacturière, industries extractives et autres                                                | 3       | 5,3 %   | (7,9 %)     |
| Construction                                                                                              | 14      | 24,6 %  | (15,5 %)    |
| Commerce de gros et de détail, transports, hébergement et restauration                                    | 20      | 35,1 %  | (30 %)      |
| Activités immobilières                                                                                    | 2       | 3,5 %   | (4,1 %)     |
| Activités spécialisées, scientifiques et techniques et activités de services administratifs et de soutien | 9       | 15,8 %  | (14,9 %)    |
| Administration publique, enseignement, santé humaine et action sociale                                    | 6       | 10,5 %  | (13,5 %)    |
| Autres activités de services                                                                              | 3       | 5,3 %   | (8,8 %)     |

Le secteur du commerce de gros et de détail, des transports, de l'hébergement et de la restauration est prépondérant sur la commune puisqu'il représente 35,1 % du nombre total d'établissements de la commune (20 sur les 57 entreprises implantées à Aigaliers), contre 30 % au niveau départemental.

#### Entreprises et commerces
Les deux entreprises ayant leur siège social sur le territoire communal qui génèrent le plus de chiffre d'affaires en 2020 sont :
- Descazaux SARL, travaux de maçonnerie générale et gros œuvre de bâtiment (196 k€) ;
- Groupe Everest, conseil en relations publiques et communication (75 k€).

#### Industrie
La commune ne dispose pas actuellement d'installations industrielles.

Une concession de mine de charbon a été attribué au XIXe siècle sur Aigaliers-Serviers-Saint-Médiers, dont on trouve quelques stigmates au sud de Mas Pontier, dont il fut extrait peu de matière. Cependant, son impact dans le paysage n'est pas négligeable, en particulier par la présence du pin d'alep au sud de la commune, pin qui servit à étayer les galeries. En réalité, bien peu d'arbres ont servi.

La production du verre, par les nobles désargentés et déchus, fut importante à Aigaliers, ce qui causa la surexploitation de la forêt. La famille d'Aigaliers, déchue de ses biens pour s'être endettée lors des croisades et revenue défaite, n'eut de salut que dans le verre et exploita largement les environs jusqu'à Méjannes-le-Clap, comme l'attestent de nombreuses archives. Leur titre nobiliaire fut notamment vendu à une famille de Saint-Chaptes.
Sur le plan artisanal, en revanche, la commune peut notamment compter sur une menuiserie de qualité, un plombier, un garagiste agent Renault/Dacia.
Quant à l'activité commerciale, elle se base sur des établissements de bouche (Auberge d'Aigaliers et La Bruyérette (35 couverts) et des gîtes, chambres d'hôtes et locations de maisons.

### Agriculture
La commune est dans les Garrigues, une petite région agricole occupant le centre du département du Gard. En 2020, l'orientation technico-économique de l'agriculture  sur la commune est la viticulture.
|               | 1988 | 2000 | 2010 | 2020 |
| ------------- | ---- | ---- | ---- | ---- |
| Exploitations | 35   | 30   | 24   | 11   |
| SAU (ha)      | 581  | 516  | 452  | 319  |

Le nombre d'exploitations agricoles en activité et ayant leur siège dans la commune est passé de 35 lors du recensement agricole de 1988  à 30 en 2000 puis à 24 en 2010 et enfin à 11 en 2020, soit une baisse de 69 % en 32 ans. Le même mouvement est observé à l'échelle du département qui a perdu pendant cette période 61 % de ses exploitations,. La surface agricole utilisée sur la commune a également diminué, passant de 581 ha en 1988 à 319 ha en 2020. Parallèlement la surface agricole utilisée moyenne par exploitation a augmenté, passant de 17 à 29 ha.

#### Produits du terroir
La commune fait partie de la zone de production de l'AOC Olive de Nîmes (23 octobre 2006), AOC Huile d'olive de Nîmes (17 novembre 2004), AOC Pélardon (6 janvier 2001), AOC Duché d'Uzès (depuis le 12 juin 2012).

Elle produit essentiellement du vin, des olives (essentiellement dévolues aux moulins), des céréales, du tournesol, du colza, du fourrage et des fruits (abricots).

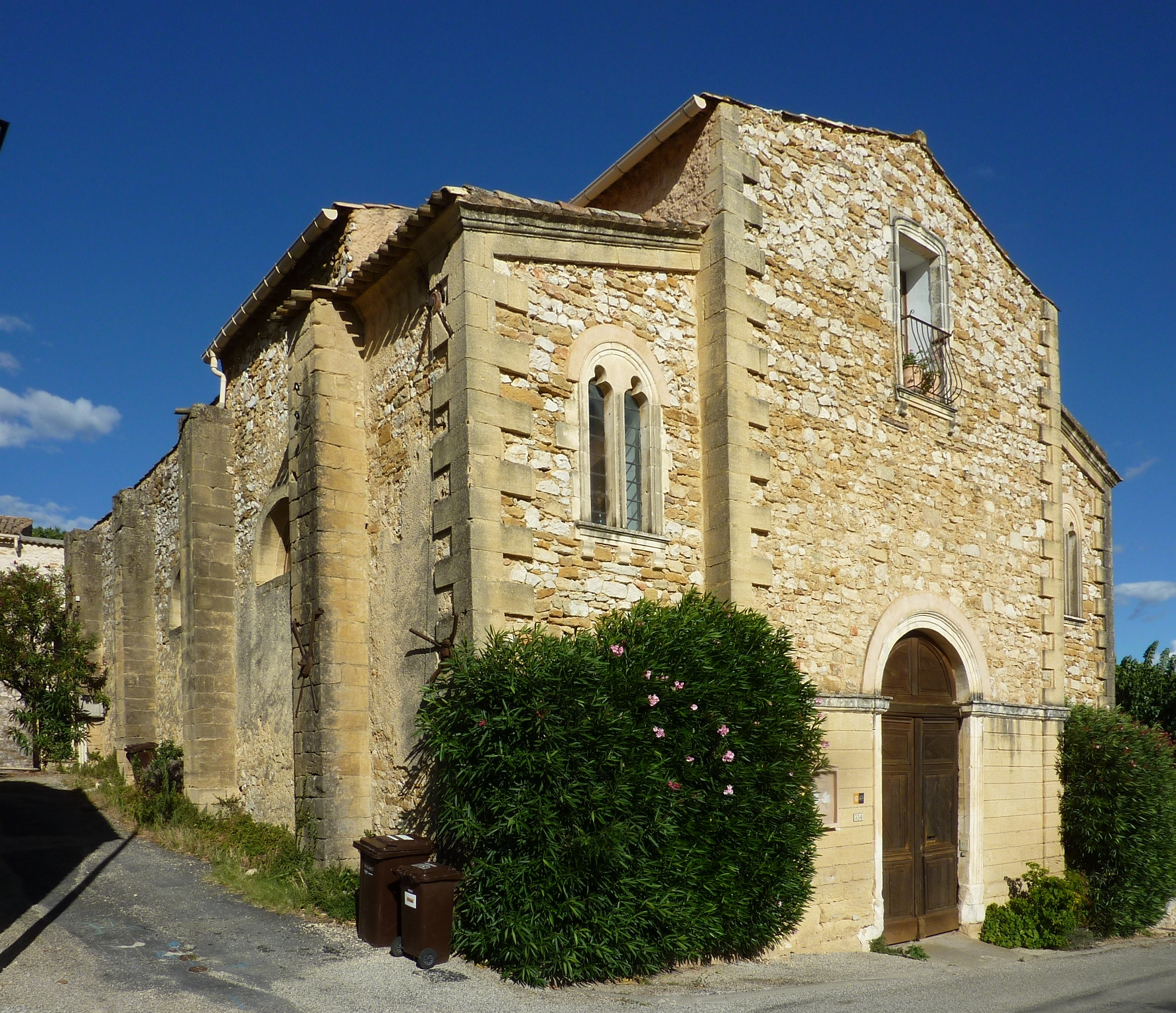
Temple protestant d'Aigaliers.

## Culture locale et patrimoine

### Lieux et monuments
- Temple protestant d'Aigaliers.
- Église du Bourdiguet.

### Église Notre-Dame de Gattigues

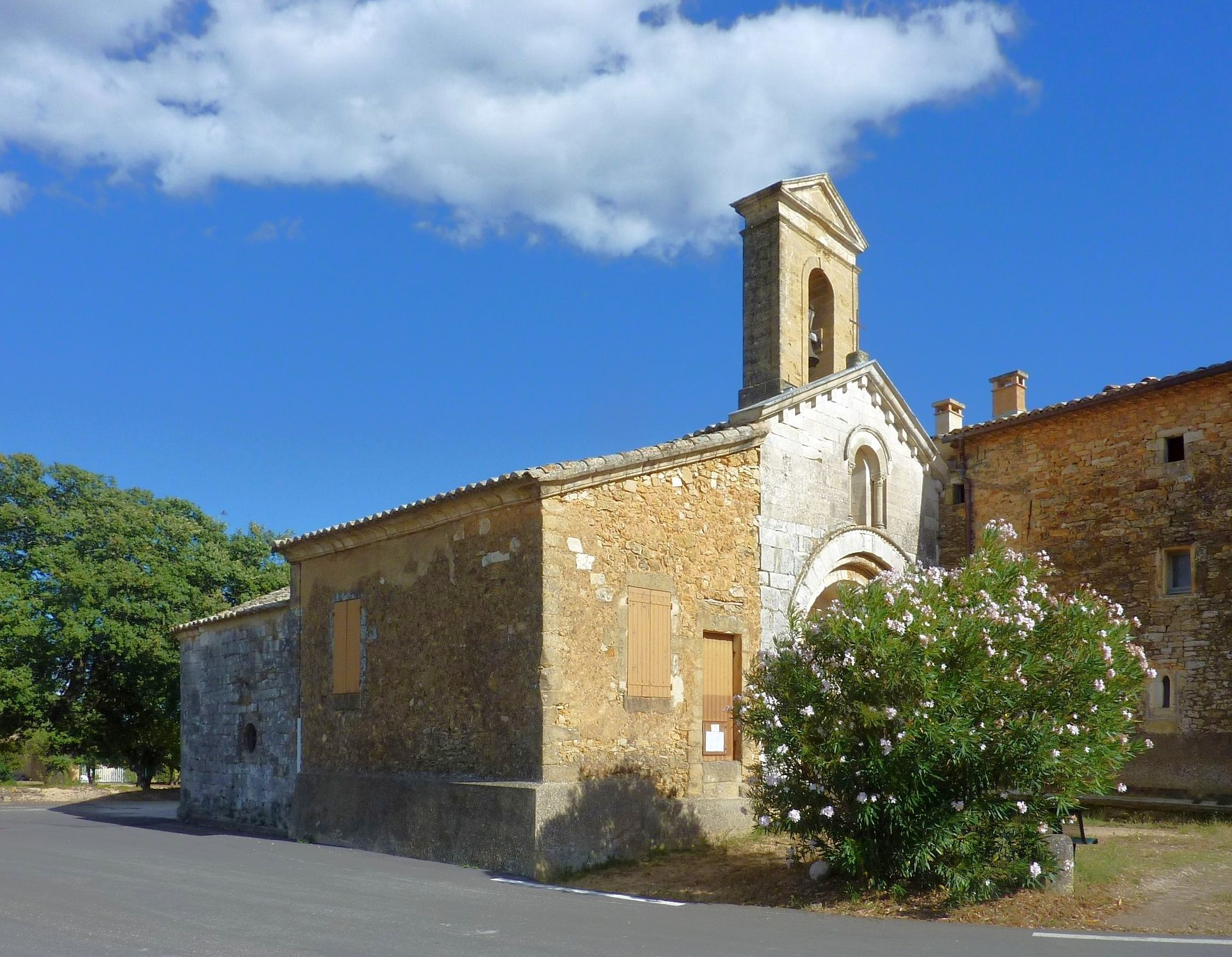
Église de Notre-Dame de Gattigues.

L’église Notre-Dame de Gattigues (église casadéenne), dans le hameau de Gattigues à environ 2 km au sud de la mairie d'Aigaliers.

Les Casadéens construisaient des églises et des prieurés le long de la voie Régordane (du Puy-en-Velay à Nîmes) et le long de la voie menant à la foire de Beaucaire, siège de la Sénéchaussée. Les prieuré offrait le gîte et le couvert aux moines mais surtout aux commerçants qui revenaient de Beaucaire chargés de beaux tissus d'orient, de produits méditerranéens dont l'abbaye de la Chaise Dieu raffolaient, contribuant ainsi à sa magnificence. Ainsi, la chapelle n'est autre que l'église du prieuré, celui-ci ayant été partiellement détruit lors des guerres de religion. Le bâtiment existe toujours, très transformé, tout comme l'espace du jardin des prieurs.

Il lui est donné la période de construction le XIIe siècle de par sa facture romaine évidente. Mais elle fut largement retravaillée, notamment par l'adjonction d'un porche au XIVe siècle, suite probablement à un tremblement de terre qui fut ressenti à Uzès et dont il existe des témoignages sur les dégâts très importants, causés aux bâtiments en Uzège.

Toutefois, des fouilles lors de l'édification de la route départementale révèlent la présence de fondations pouvant laisser à penser que l'église initiale ou primitive pourrait dater du IXe siècle, comme en témoigne le plan octogonal adopté comme pour le Saint Sépulcre de Jérusalem. La croix dédiée à Notre-Dame fut construite à Gattigues au début du XIIe siècle.
À noter qu'une cloche de grandes dimensions, provenant de l'ancien temple, se trouve aujourd'hui sur le clocher du temple moderne de Martigues.

### Château médiéval
La commune compte également un château médiéval, laissé à l'abandon. Il présente une physionomie originale, sur un modèle complexe comparable au château d'Allèges (Allèges-les-Fumades), et organisé en co-seigneurie, dont celle d'Aigaliers. À noter que ce château disposait d'une ferme dans la plaine, ferme qui a donné naissance au hameau de la Bruyérette. Cette ancienne ferme, qui conserve la seule inscription gallo-romaine de la commune, est aujourd'hui une habitation.
Le site castral compte les ruines d'une chapelle romane dont le cœur en cul de four demeure visible et de bonne facture, tout comme la base du donjon, qui aurait renfermé, d'après les légendes locales, un cachot. Cet édifice communiquait par un système de feu avec la tour à signaux de Saint-Médiers vers l'est (et donc vers Uzès) et avec le donjon de l'Arque de Baron (à l'ouest et donc vers Vézénobres), Uzès et Vézénobres étant les deux grands vassaux locaux du comte de Toulouse.
On notera également le château de Brueys, domaine de la famille de Brueys. Celle-ci, associé à celle du seigneur d'Aigaliers, permit à la commune d'être érigée en baronnie (cf. Baron d'Aigaliers)

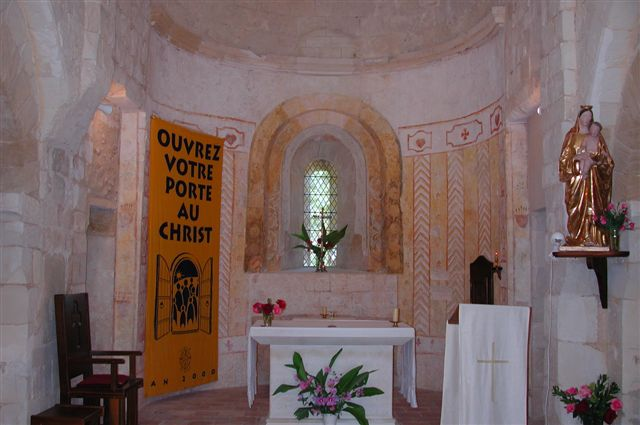
Intérieur de Notre-Dame de Gattigues.

## Héraldique
| Blason de Aigaliers | Blason  | De sable à la fasce losangée d'or et de gueules. |
| Blason de Aigaliers | Détails |                                                  |